# Acronyches maya
Acronyches maya là một loài ruồi trong họ Asilidae. Acronyches maya được Martin miêu tả năm 1968. Loài này phân bố ở vùng Tân nhiệt đới.